# Phaedrotoma turneri
Phaedrotoma turneri är en stekelart som först beskrevs av Charles Joseph Gahan 1919.  Phaedrotoma turneri ingår i släktet Phaedrotoma och familjen bracksteklar. Inga underarter finns listade i Catalogue of Life.